# 象岛 (泰国)

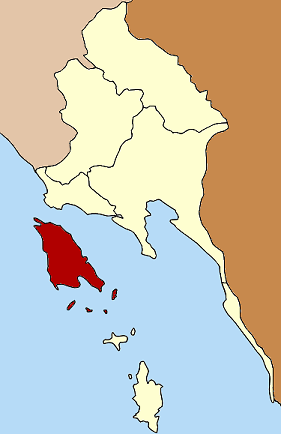
象島的方位

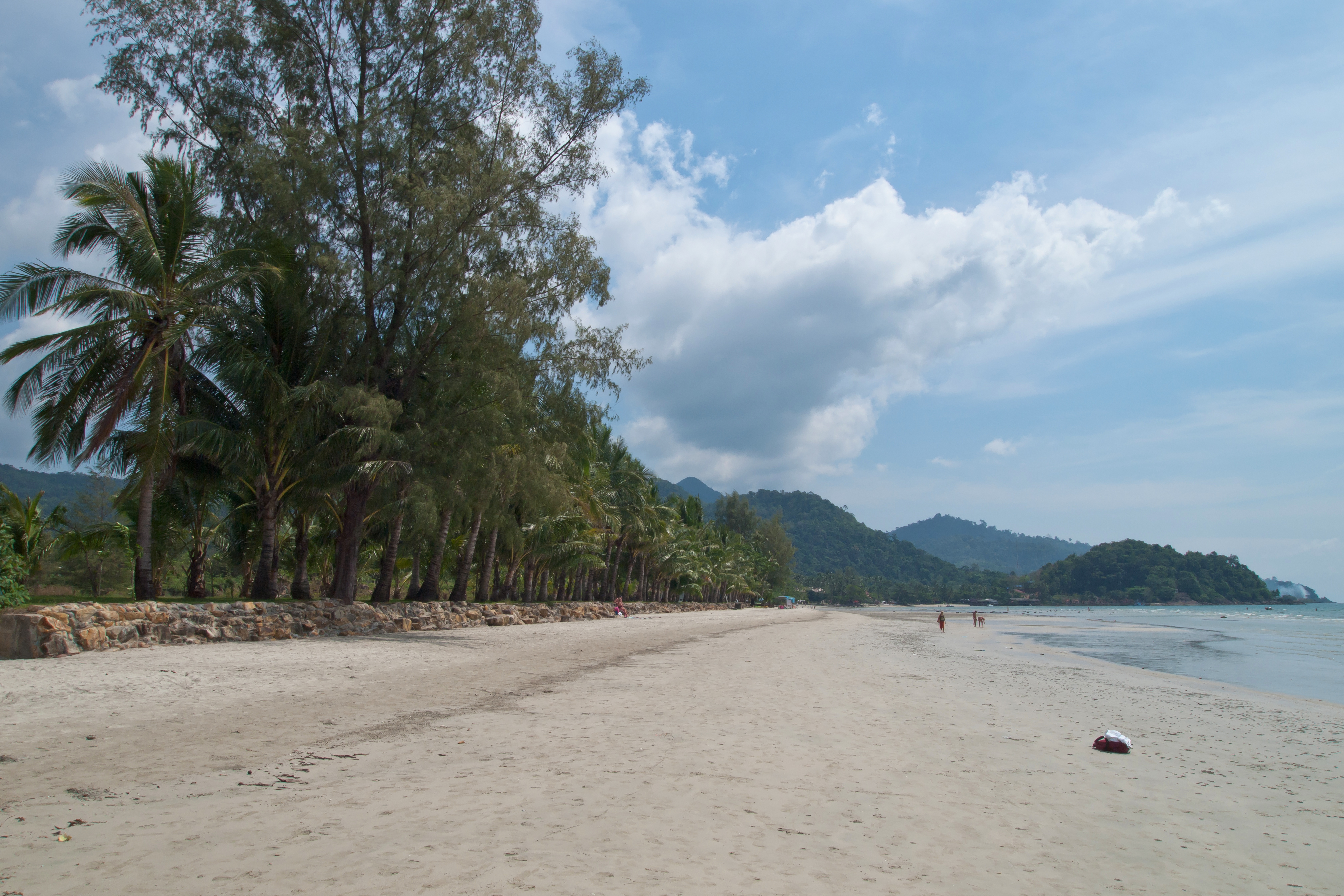
象島海滩

象島，拉丁化：Ko Chang，有譯阁昌岛、閣倉島、昌島，是位於泰國東部的達叻府的一個島嶼，行政區劃上自成一縣，名為閣昌縣。該島是泰國第二大島，著名景點。「阁昌」在泰語中意思是「大象之島」，因全島形狀如大象而得名。

象島位於暹羅灣東北部，距泰國和柬埔寨邊境130公里，屬達叻府管轄，全島面積429平方公里，70%被原始雨林覆蓋。該島人口5356人（2005年統計）。

## 外部連結
- 象島人口資料
- 象島國家公園
- 象島縣政府
- 象島旅遊資訊

12°6′N 102°21′E / 12.100°N 102.350°E